# Benjamin Fischer
Benjamin Fischer (Grabs, Zwitserland, 19 oktober 1980) is een Liechtensteinse voormalig voetballer. De aanvaller kwam voor het laatst uit voor het Liechtensteinse FC Vaduz.

## Carrière
Fischer begon zij carrière bij Grasshopper-Club Zürich, waar hij als jeugdspeler verbleef. Vanaf het seizoen 1998-1999 speelt hij voor clubs uit het vorstendom, met uitzondering van het seizoen 2001-2002, toen kwam hij uit voor het Zwitserse FC Chur 97. Daarna speelde hij voor FC Vaduz. Na een half jaartje FC Chiasso, waarna hij terugkeerde naar FC Vaduz. 2010-2011 werd zijn laatste jaar dat hij voetbalde, want Fischer besloot na vele jaren voetballen te stoppen. Zijn laatste wedstrijd in clubverband won hij met 2-0 van FC Aarau. Zijn allerlaatste wedstrijd was Liechtenstein tegen Litouwen wat ook met 2-0 gewonnen werd. Aan het eind van de wedstrijd werd hij voor de laatste keer gewisseld en dat was zijn laatste moment als voetballer.
Van 2005 tot 2011 speelde hij ook voor de Liechtensteinse nationale ploeg. Hij speelde 22 wedstrijden, hij scoorde daarin twee keer.

## Erelijst
- Kampioenschap en promotie naar de Super League (FC Vaduz, 2008), Liechtensteinse beker (6x)